# Russell Lee
Russell E. "Russ" Lee (Boston, Massachusetts, 27 de enero de 1950) es un exjugador de baloncesto estadounidense que disputó 3 temporadas en la NBA. Con 1,96 metros de estatura, jugaba en la posición de escolta.

## Trayectoria deportiva

### Universidad
Jugó durante cuatro temporadas con los Thundering Herd de la Universidad de Marshall, donde promedió 23,9 puntos y 11,3 rebotes por partido. En 1985 fue incluido en el Salón de la Fama de la universidad, instaurándose además un premio al máximo anotador de la  temporada que lleva su nombre, el Russell Lee Leading Scorer Award.

### Profesional
Fue elegido en la sexta posición del Draft de la NBA de 1972 por Milwaukee Bucks, donde jugó dos temporadas siendo uno de los últimos hombres del banquillo. Su mejor campaña fue la primera, en la que promedió 2,8 puntos y 0,9 rebotes por partido.
Antes del comienzo de la temporada 1974-75 fue traspasado a New Orleans Jazz a cambio de Steve Kuberski y una futura ronda del draft, donde permaneció mes y medio para jugar 15 partidos antes de ser cortado, optando por la retirada.

## Estadísticas de su carrera en la NBA

### Temporada regular
| Temporada | Edad | Equipo           | Liga | P  | TIT | MIN | TC  | TCA | %TC  | 3P | 3PA | %3P | TL  | TLA | %TL  | R.OF. | R.DEF. | REB | ASIS | ROB | TAP | PER | FP  | PTS |
| 1972-73   | 23   | Milwaukee Bucks  | NBA  | 46 |     | 6.0 | 1.1 | 2.8 | .386 |    |     |     | 0.7 | 0.9 | .744 |       |        | 0.9 | 0.8  |     |     |     | 0.8 | 2.8 |
| 1973-74   | 24   | Milwaukee Bucks  | NBA  | 36 |     | 4.6 | 1.1 | 2.6 | .404 |    |     |     | 0.3 | 0.4 | .688 | 0.4   | 0.7    | 1.1 | 0.6  | 0.3 | 0.0 |     | 0.8 | 2.4 |
| 1974-75   | 25   | New Orleans Jazz | NBA  | 15 |     | 9.3 | 1.9 | 5.1 | .382 |    |     |     | 0.5 | 0.9 | .500 | 1.0   | 1.1    | 2.1 | 0.5  | 0.7 | 0.2 |     | 1.1 | 4.3 |
| Total     |      |                  | NBA  | 97 |     | 6.0 | 1.2 | 3.1 | .391 |    |     |     | 0.5 | 0.8 | .685 | 0.6   | 0.8    | 1.2 | 0.7  | 0.4 | 0.1 |     | 0.8 | 2.9 |

### Playoffs
| Temporada | Edad | Equipo          | Liga | P  | MIN | TCA | TC | 3PA | 3P | TLA | TL | R.OF. | REB | ASIS | ROB | TAP | PER | FP | PTS | %TC  | %3P | %FT  | MIN | PTS | REB | AST |
| 1972-73   | 23   | Milwaukee Bucks | NBA  | 5  | 13  | 8   | 14 |     |    | 0   | 0  |       | 4   | 2    |     |     |     | 1  | 16  | .571 |     |      | 2.6 | 3.2 | 0.8 | 0.4 |
| 1973-74   | 24   | Milwaukee Bucks | NBA  | 6  | 12  | 5   | 8  |     |    | 1   | 4  | 1     | 3   | 1    | 3   | 1   |     | 0  | 11  | .625 |     | .250 | 2.0 | 1.8 | 0.5 | 0.2 |
| Total     |      |                 | NBA  | 11 | 25  | 13  | 22 |     |    | 1   | 4  | 1     | 7   | 3    | 3   | 1   |     | 1  | 27  | .591 |     | .250 | 2.3 | 2.5 | 0.6 | 0.3 |